# Deb Lacustová
Deb Lacustová (* 15. března 1958 Detroit) je americká televizní scenáristka a herečka.

## Osobní život
Lacustová je vdaná za dabéra seriálu Simpsonovi Dana Castellanetu, který mimo jiné namlouvá Homera Simpsona. Seznámili se na kurzu improvizační komedie v Chicagu.

## Kariéra
Lacustová a Castellaneta spolu pravidelně vystupovali a měli skečovou show v chicagském rádiu. V roce 1992 hráli v pořadu Deb & Dan's Show v klubu Lux na letišti v Santa Monice. Některé jejich komediální kousky vyšly v roce 2002 na CD I Am Not Homer.
Na začátku 90. let Lacustová a Castellaneta navrhli scénář pro jednu z epizod seriálu Simpsonovi Alu Jeanovi, jemuž se příběh líbil, ale odmítl ho, protože se mu zdál příliš podobný dílu Homer na suchu, na kterém už autoři pracovali. Svůj scénář aktualizovali a o několik let později ho nabídli showrunnerovi Miku Scullymu, kterému se líbil, vyžádal si několik změn a výsledek, epizodu Č1. řady as vína a bědování, zadal do výroby. Byla odvysílána 9. dubna 2000. V roce 2007 byli nominováni na Cenu Sdružení amerických scenáristů za díl Salam Banghalore.

## Filmografie

### Scenáristická filmografieSimpsonových
Lacustová a Castellaneta napsali následující epizody seriálu Simpsonovi:
11. řada
- Čas vína a bědování

13. řada
- Na pranýři

15. řada
- Hádej, kdo přijde na večeři

17. řada
- Salam Banghalore

22. řada
- Předvánoční hádky
- Haluze nocí Svatojánských

23. řada
- Krustyho comeback

28. řada
- Divoký víkend v Havaně

30. řada
- Všechny cesty vedou do nebe

### Herecká filmografie
- The Tracy Ullman Show (1987) – vedlejší postavy
- Forget Paris (1995) – zdravotní sestra
- Simpsonovi (2016) – hlas Isabelly (Divoký víkend v Havaně)